# Seeblick
Seeblick is een gemeente in de Duitse deelstaat Brandenburg, en maakt deel uit van het Landkreis Havelland.
Seeblick telt 884 inwoners.
De gemeente bestaat uit  drie, in de late middeleeuwen ontstane, dorpjes met de status van  Ortsteil.
Dit zijn Hohennauen, het grootste van de drie, en verder Wassersuppe  (waarvan deze al in 1441 vermelde spotnaam met de betekenis watersoep wellicht tot een geuzennaam en zodoende de werkelijke plaatsnaam  werd) en Witzke.
Daarnaast omvat de gemeente nog o.a. het gehucht Elslaake.
Seeblick is fraai in een bosrijke streek gelegen, en ook, zoals de naam al aangeeft, aan enige meren, die in het Havelland liggen. Het toerisme is er het voornaamste middel van bestaan. Zie ook het artikel over de zuidelijke buurgemeente Rathenow. 

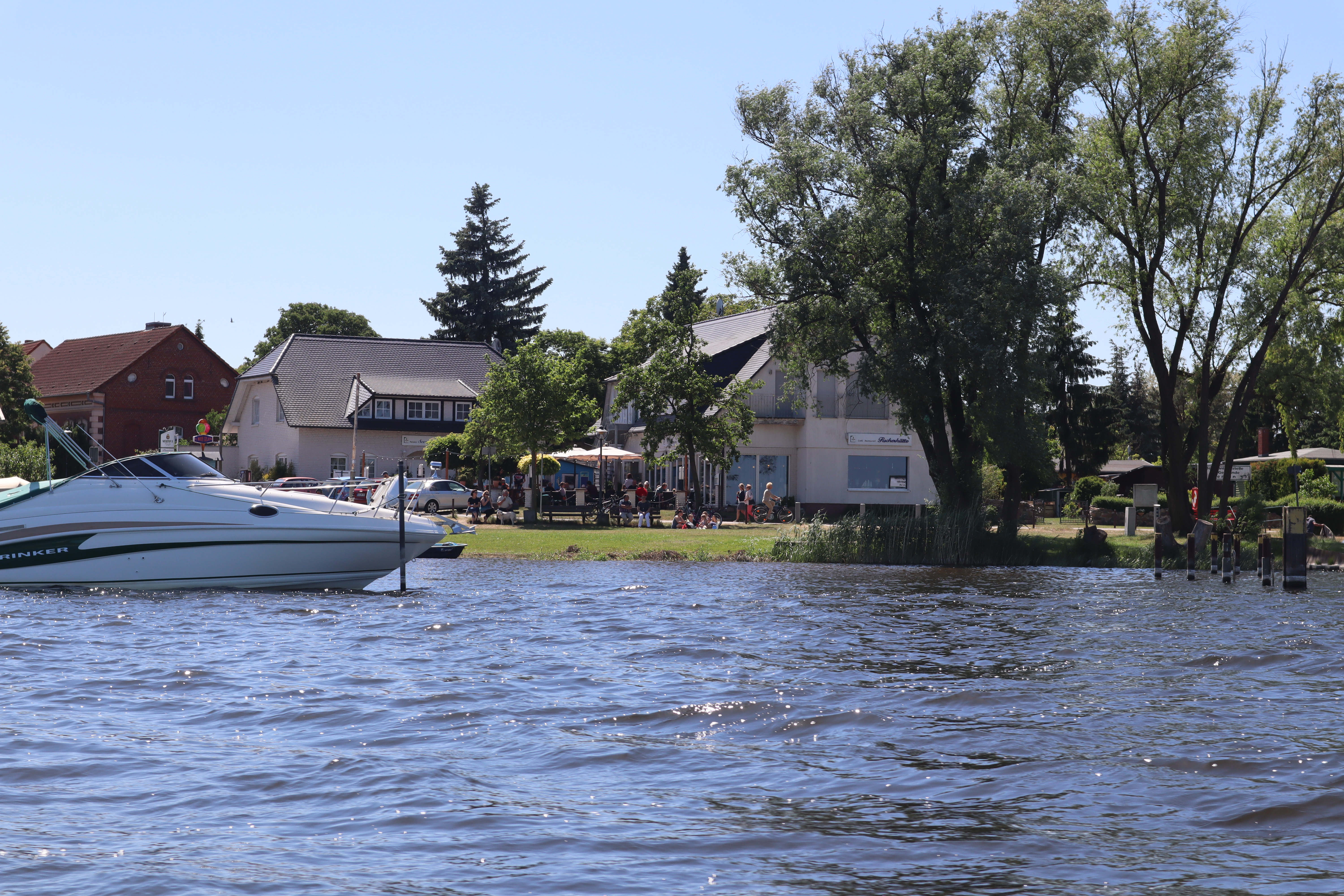
Hohennauener-Ferchesarer See
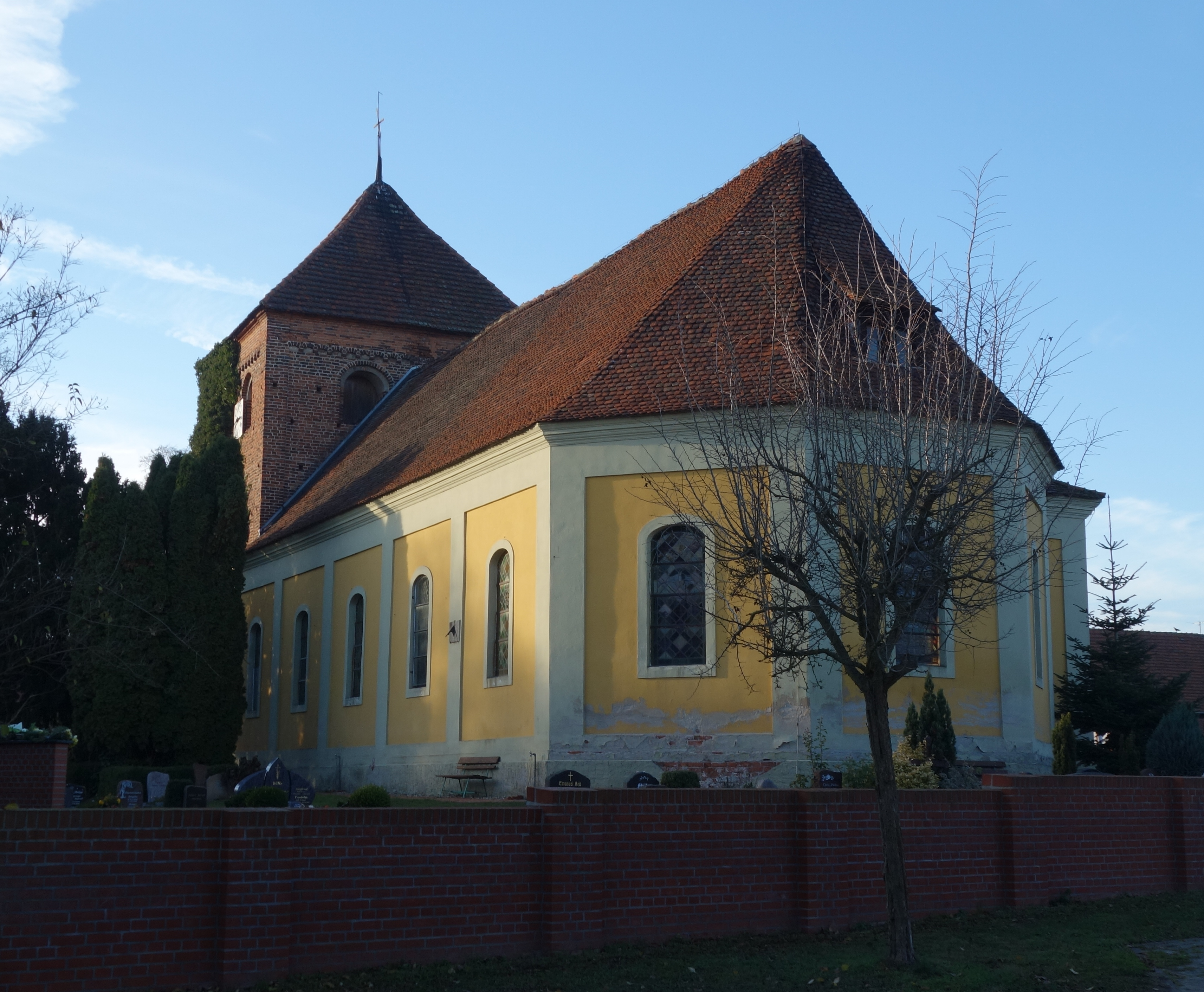
Dorpskerk te  Hohennauen (1720)
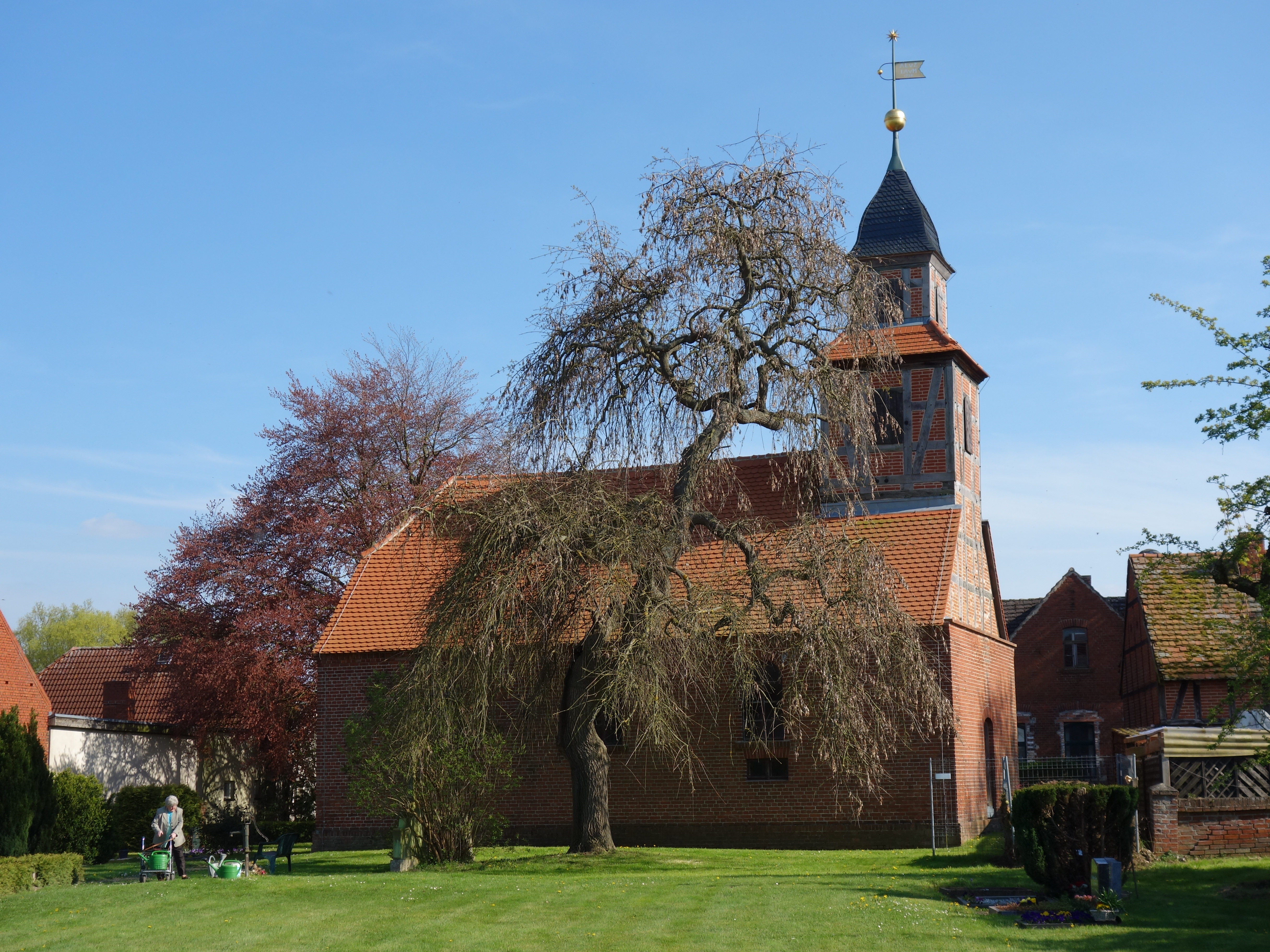
Dorpskerk te Wassersuppe (1756)

Brieselang ·
Dallgow-Döberitz ·
Falkensee ·
Friesack ·
Gollenberg ·
Großderschau ·
Havelaue ·
Ketzin ·
Kleßen-Görne ·
Kotzen ·
Märkisch Luch ·
Milower Land ·
Mühlenberge ·
Nauen ·
Nennhausen ·
Paulinenaue ·
Pessin ·
Premnitz ·
Rathenow ·
Retzow ·
Rhinow ·
Schönwalde-Glien ·
Seeblick ·
Stechow-Ferchesar ·
Wiesenaue ·
Wustermark